# St. Servatius (Kückhoven)
Koordinaten: 51° 3′ 40,1″ N, 6° 20′ 55,5″ O
Die Kirche St. Servatius ist die römisch-katholische Filialkirche des Ortsteils Kückhoven der Stadt Erkelenz im Kreis Heinsberg (Nordrhein-Westfalen).
Die Kirche ist unter Nummer 199 in die Liste der Baudenkmäler in Erkelenz eingetragen.

## Geschichte
Im Jahr 1340 wurde Kückhoven eigenständige Pfarrgemeinde. Sie unterstand dem Aachener Marienstift. Von der damaligen Kirche ist heute nichts mehr erhalten. Um das Jahr 1408 wurde eine neue, gotische Kirche errichtet und um 1460 wurde der Glockenturm errichtet. Im Jahr 1642 wurde das Kirchenschiff niedergebrannt. 1792 wurde an den noch bestehenden gotischen Turm ein neues, barockes Langhaus angebaut. 1855 und 1900 wurden die Nord- und Südsakristei errichtet und 1910 ist das Gotteshaus um ein Querhaus erweitert worden.
Seit 2010 ist Kückhoven keine eigenständige Pfarrgemeinde mehr. Sie wurde mit einigen anderen ehemaligen Pfarreien zur Pfarre „St. Maria und Elisabeth Erkelenz“ fusioniert, diese wurde 2015 aufgehoben und mit der Pfarrei „St. Lambertus Erkelenz“ zur neuen Pfarrei „Christkönig Erkelenz“.

## Ausstattung
Im Innern der Kirche hat sich die barocke Ausstattung größtenteils erhalten. Sie besteht aus Hochaltar, Kanzel, Kommunionbank und zwei Nebenaltären. Nach der Erweiterung 1910 wurde die Ausstattung durch neubarocke Altäre und einen Kreuzweg komplettiert. Die Fenster schuf der Künstler Will Völker 1954.

## Glocken
Im Jahr 1902 goss die renommierte Glockengießerei Otto aus Hemelingen/Bremen auf Bestellung von Pfarrer Högel drei Bronzeglocken für St. Servatius. Im Jahr 1929 wurde eine weitere Glocke von den Ottos gegossen. Heute hängen neben der Glocke von Bartholomäus Gunder noch zwei Otto-Glocken im Turm von St. Servatius.
| Nr. | Durchmesser (mm) | Masse (kg, ca.) | Schlagton (HT-1/16) | Gießer                      | Gussjahr |
| 1   | 1399             | 1700            | d1 -3               | Fa. Otto, Bremen-Hemelingen | 1902     |
| 2   | 1049             | 700             | g1 -4               | Fa. Otto, Bremen-Hemelingen | 1902     |
| 3   | 375              | 30              | c3 +9               | Bartholomäus Gunder, Cöln   | 1754     |

Motiv: Duett / „Quarte“

## Pfarrer
Folgende Priester wirkten bis zur Auflösung der Pfarre 2010 als Pfarrer an St. Servatius:
- 1906–1939: Heinrich Grosche
- 1939–1959: Karl Schlitter
- 1959–1993: Otto Schwelm
- 1993–2004: Alois Hüring
- 2004–2010: Franz Josef Semrau